# Meredith (New York)
Pour les articles homonymes, voir Meredith.
Meredith  est une localité du comté de Delaware, dans l'État de New York, aux États-Unis. La population était de 1 529 habitants en 2010.